# Lauren Baltayan
Lauren Baltayan (* 5. Mai 2007 in Kairo, Ägypten) ist eine französische Squashspielerin.

## Karriere
Lauren Baltayan spielt seit 2023 auf der PSA Squash Tour und gewann auf dieser bislang vier Titel. Den ersten Titel gewann sie in der Saison 2022/23 im Mai 2023 in Mülhausen. In der Saison 2024/25 folgten drei weitere Turniersiege, die ihr im Oktober 2024 in Straßburg, im April 2025 in Edinburgh und im Mai 2025 in São Paulo gelangen. Ihre höchste Platzierung in der Weltrangliste erreichte sie mit Rang 72 am 2. Juni 2025.
2023 wurde Baltayan erstmals in die französische Nationalmannschaft berufen und nahm mit ihr an den Europameisterschaften teil. Auch in den beiden Folgejahren gehörte sie zum Kader bei den Europameisterschaften, wie auch bei der Weltmeisterschaft 2024 in Kairo. Im Einzel nahm sie 2023 zum ersten Mal an den Europameisterschaften teil und schied im Viertelfinale gegen Nele Gilis aus. Im April 2025 wurde Baltayan in Prag sowohl im Einzel als auch mit der Mannschaft Europameisterin bei den Juniorinnen.

## Erfolge
- Gewonnene PSA-Titel: 4